# Mount Cadbury
Mount Cadbury är ett berg i Antarktis. Det ligger i Västantarktis. Argentina, Chile och Storbritannien gör anspråk på området. Toppen på Mount Cadbury är 1 800 meter över havet.
Terrängen runt Mount Cadbury är huvudsakligen lite kuperad. Trakten är obefolkad. Det finns inga samhällen i närheten.